# Edgerton (Minnesota)
Edgerton és una població dels Estats Units a l'estat de Minnesota. Segons el cens del 2000 tenia 1.033 habitants.

## Demografia
Segons el cens del 2000, Edgerton tenia 1.033 habitants, 435 habitatges, i 287 famílies. La densitat de població era de 343,8 habitants per km².
Dels 435 habitatges en un 26% hi vivien nens de menys de 18 anys, en un 63,2% hi vivien parelles casades, en un 2,1% dones solteres, i en un 33,8% no eren unitats familiars. En el 32,9% dels habitatges hi vivien persones soles el 25,5% de les quals corresponia a persones de 65 anys o més que vivien soles. El nombre mitjà de persones vivint en cada habitatge era de 2,24 i el nombre mitjà de persones que vivien en cada família era de 2,85.
Per edats la població es repartia de la següent manera: un 21,8% tenia menys de 18 anys, un 4,4% entre 18 i 24, un 17,9% entre 25 i 44, un 21,8% de 45 a 60 i un 34,2% 65 anys o més.
L'edat mitjana era de 50 anys. Per cada 100 dones de 18 o més anys hi havia 77,6 homes.
La renda mitjana per habitatge era de 30.104 $ i la renda mitjana per família de 39.318 $. Els homes tenien una renda mitjana de 30.968 $ mentre que les dones 19.479 $. La renda per capita de la població era de 15.517 $. Entorn del 2,7% de les famílies i el 4,9% de la població estaven per davall del llindar de pobresa.

## Poblacions més properes
El següent diagrama mostra les poblacions més properes.